# Kappa Cassiopeiae
Désignations
Kappa Cassiopeiae (κ Cas, κ Cassiopeiae) est une étoile de la constellation de Cassiopée.

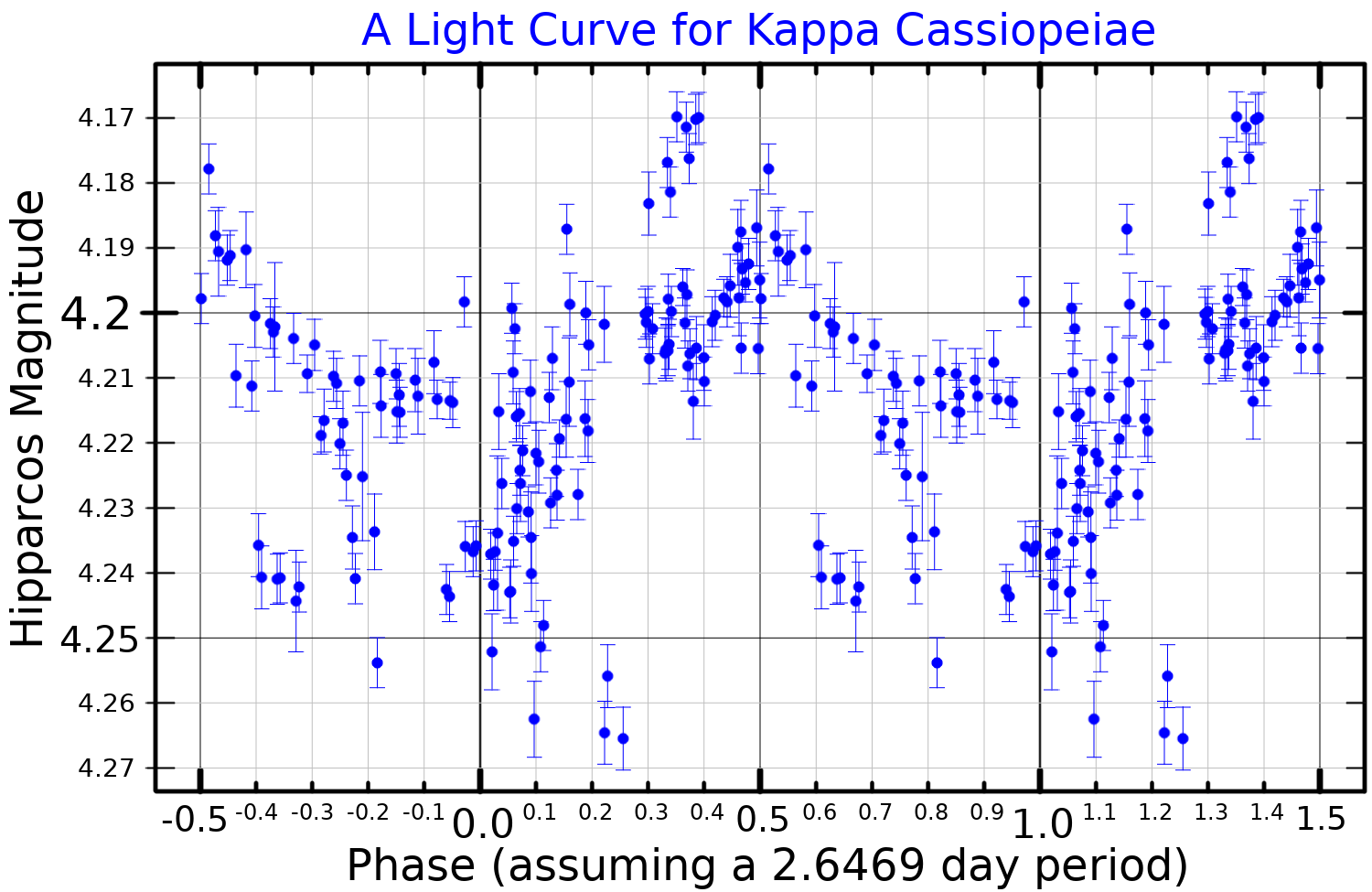
Courbe de lumière de Kappa Cassiopeiae, issue des données du satellite Hipparcos.

κ Cassiopeiae est une supergéante bleue-blanche de type B avec une magnitude apparente moyenne de +4,17. Elle est à environ ∼ 4 000 a.l. (∼ 1 230 pc) de la Terre. Elle est classée comme variable de type Alpha Cygni et sa luminosité varie entre les magnitudes +4,12 à +4,21.
C'est une étoile en fuite, se déplaçant à une vitesse d'environ 1 100 km/s relativement à ses voisines. Son champ magnétique et son vent stellaire créent un arc de choc visible et situé à une distance de 4 années-lumière de l'étoile. Cette distance est à peu près équivalente à celle qui sépare le système solaire de Proxima Centauri, l'étoile la plus proche du Soleil. L'arc rencontre les gaz et les poussières interstellaires qui sont en temps normal diffus et invisibles. Il est long d'environ 12 années-lumière et large de 1,8 année-lumière.